# August Reinhold Kaiser
August Reinhold Kaiser (geboren am 11. Mai 1805 in Wriezen; gestorben am 28. Mai 1874 in Gummersbach) war ein preußischer Verwaltungsbeamter, Bürgermeister und Landrat.

## Leben
Der Protestant August Reinhold Kaiser war ein Sohn des Rektors zu Wriezen und Priesters in Alt-Bliesdorf Carl Ferdinand Kaiser und dessen Ehefrau Ida Helene Kaiser, geborene Richter. Zweimal schritt er zur Ehe am 26. November 1832 in Koblenz mit Maria Anna Sibilla Wiersch (geboren am 3. Januar 1811 in Koblenz; gestorben nach 1844), einer Tochter des Gerichtsvollziehers Jakob Wiersch und dessen Ehefrau Barbara Wiersch, geborene Hehn und das zweite Mal vor 1850 mit Mathilde Rosalie Gertrude Dreuttel (gestorben nach 1874).
1823 trat Kaiser in das Grenadier-Regiment Kaiser Franz ein, 1825 gehörte er als Sekonde-Lieutnant dem 25. Infanterie-Regiment in Koblenz an, bevor er 1832 aus Gesundheitsgründen aus dem preußischen Militärdienst ausschied und anschließend Bürgermeisterstellen in Gemünden, Kirn und Simmern besetzte. Es folgte die Ernennung zum Polizeirat in Aachen, mit Allerhöchster Kabinettsorder vom 18. September 1845, doch wurde er bereits ein gutes halbes Jahr darauf mit Dimissoriale vom 25. April 1846 aus dem Staatsdienst entlassen.
Kaiser betätigte sich während der beiden Folgejahre bis zum 15. Juli 1848 als Direktor einer Bergwerksgesellschaft, ehe er in den öffentlichen Dienst als Oberst der Schutzmannschaft in Berlin zurückkehrte. Am 28. Oktober 1849 zum Polizeidirektor ebenda ernannt, erhielt er schließlich mit Reskript vom 14. September 1850 zum 4. Oktober seine Ernennung als neuer Landrat des Kreises Gummersbach.
Als der Wipperfürther Landrat Julius Wiethaus im Herbst 1851 zunächst nach Liebenwerda versetzt werden sollte und – nachdem er diese Stelle nicht antrat für Ahrweiler im Gespräch war – versah Kaiser vertretungsweise auch die Verwaltung des dortigen Kreises von Ende des Jahres bis zur Wiederbesetzung durch Clemens Mersmann im April 1852. Von Juli 1866 bis zum 30. Juni 1867 war er darüber hinaus, nach der Annexion des Kurfürstentums Hessen durch Preußen als Folge des Deutschen Krieges, als Zivilkommissar nach Kassel abgeordnet.
Nach Gummersbach zurückkehrend, starb er dort nach fast einem Vierteljahrhundert landrätlicher Tätigkeit. Augenfällig lag bei Kaiser während seiner Gummersbacher Jahre eine finanzielle Verschuldungslage vor, „bei deren Beseitigung er zu Mitteln Zuflucht gesucht hatte, deren Bekanntwerden die Achtung der Beamtenschaft schwer geschädigt hätte“.
Politisch gehörte Kaiser sowohl während der 4. Legislaturperiode von 1855 bis 1858 („Büchtemann“), als auch der 5. Legislaturperiode von 1859 bis 1861 („Mathis“) dem Landtag an.